# Nola mediolinealis
Nola mediolinealis är en fjärilsart som beskrevs av De Toulgoët 1961. Nola mediolinealis ingår i släktet Nola och familjen trågspinnare. Inga underarter finns listade i Catalogue of Life.